# Список людей, які загинули під час сходження на Чогорі

## Загальна характеристика гори

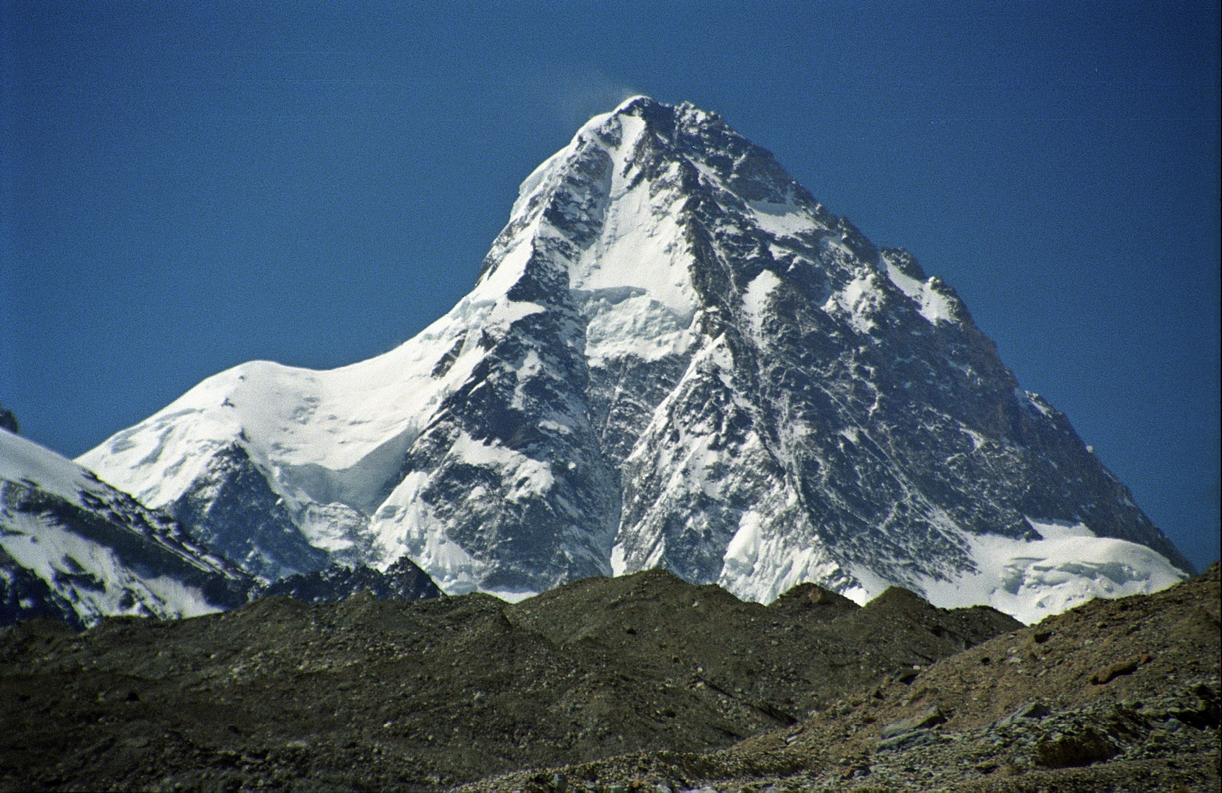
Погляд з півночі на K2.

Чоґо́рі (К2) — друга за висотою гірська вершина після Джомолунгми. Її висота становить 8611 метрів над рівнем моря. Чогорі розташована у Кашмірі, на контрольованих Пакистаном Гілгіт-Балтистан на кордоні з Китаєм Сіньцзян-Уйгурський автономний район і входить до гірського масиву Каракорум, розташованого на захід від Гімалаїв.
Інші назви Чоґорі: К2, Дапсанг, Годуїн-Остен.

## Список загиблих
| Дата              | Прізвище                                     | Національність     | Причини смерті                                | Посилання    |
| ----------------- | -------------------------------------------- | ------------------ | --------------------------------------------- | ------------ |
| 30 червня 2014    | Miguel Angel Perez                           | Іспанія            | досі невідомо                                 | [ 1 ]        |
| 26/27 червня 2013 | Marty Schmidt                                | Нова Зеландія/ США | Лавина                                        | [ 2 ] [ 3 ]  |
| 26/27 червня 2013 | Denali Schmidt                               | Нова Зеландія/ США | Лавина                                        | [ 2 ] [ 3 ]  |
| 6 лютого 2012     | Віталій Горелік                              | Росія              | Обмороження, серцева недостатність            | [ 4 ]        |
| 6 серпня 2010     | Fredrik Ericsson (Fredrik «Frippe» Ericsson) | Швеція             | Падіння                                       | [ 1 ] [ 5 ]  |
| 17 липня 2010     | Petar Georgiev Unzhiev                       | Болгарія           | Висотна хвороба                               | [ 1 ] [ 6 ]  |
| 23 червня 2009    | Michele Fait                                 | Італія             | Падіння з лижами                              | [ 1 ] [ 7 ]  |
| 2 серпня 2008     | Dong-Jin Hwang                               | Південна Корея     | Падіння 4-го серака                           | [ 1 ] [ 8 ]  |
| 2 серпня 2008     | Kyeong-Hyo Park                              | Південна Корея     | Падіння 4-го серака                           | [ 1 ]        |
| 2 серпня 2008     | Hyo-Gyung Kim                                | Південна Корея     | Падіння 4-го серака                           | [ 1 ]        |
| 2 серпня 2008     | Mehrban Karim                                | Пакистан           | Падіння 2-го або 3-го серака                  | [ 1 ]        |
| 2 серпня 2008     | Hugues d'Aubarede                            | Франція            | Падіння під час спуску                        | [ 1 ]        |
| 2 серпня 2008     | Gerard McDonnell                             | Ірландія           | Падіння 2-го або 3-го серака                  | [ 1 ]        |
| 1 серпня 2008     | Pasang Bhote                                 | Непал              | Падіння 4-го серака                           | [ 1 ]        |
| 1 серпня 2008     | Jumic Bhote                                  | Непал              | Падіння 4-го серака                           | [ 1 ]        |
| 1 серпня 2008     | Rolf Bae                                     | Норвегія           | Падіння 1-го серака                           | [ 1 ]        |
| 1 серпня 2008     | Jahan Baig                                   | Пакистан           | Падіння                                       | [ 1 ]        |
| 1 серпня 2008     | Dren Mandić                                  | Сербія             | Падіння                                       | [ 1 ]        |
| 20 липня 2007     | Stefano Zavka                                | Італія             | Згинув безвісти                               | [ 1 ]        |
| 20 липня 2007     | Nima Nurbu                                   | Непал              | Падіння                                       | [ 1 ]        |
| 13 серпня 2006    | Аркадій Кувакін                              | Росія              | Лавина                                        | [ 1 ]        |
| 13 серпня 2006    | Олександр Фойгт                              | Росія              | Лавина                                        | [ 1 ]        |
| 13 серпня 2006    | Петро Кузнецов                               | Росія              | Лавина                                        | [ 1 ]        |
| 13 серпня 2006    | Юрій Утєшев                                  | Росія              | Лавина                                        | [ 1 ]        |
| 19 серпня 2004    | Manel de la Mata                             | Іспанія            | Набряк легень                                 | [ 1 ]        |
| 2 серпня 2004     | Dauoud Khadem Asl                            | Іран               | Зник під час бурі                             | [ 1 ]        |
| 2 серпня 2004     | Сергій Соколов                               | Росія              | Зник під час бурі                             | [ 1 ]        |
| 29 липня 2004     | Олександр Губаєв                             | Киргизстан         | Зник під час бурі                             | [ 1 ]        |
| 8 червня 2004     | Kyong-Kyu Pae                                | Південна Корея     | Лавина                                        | [ 1 ]        |
| 8 червня 2004     | Jae-Young Kim                                | Південна Корея     | Лавина                                        | [ 1 ]        |
| 8 червня 2004     | Hwa-Hyeung Lee                               | Південна Корея     | Лавина                                        | [ 1 ]        |
| 21 липня 2003     | Klaus-Dieter Grohs                           | Німеччина          | Падіння                                       | [ 1 ]        |
| 22 липня 2002     | Muhammad Iqbal                               | Пакистан           | Падіння                                       | [ 1 ]        |
| 13 липня 2002     | Sher Ajman                                   | Пакистан           | Лавина                                        | [ 1 ]        |
| 22 липня 2001     | Young-Do Park                                | Південна Корея     | Падіння                                       | [ 1 ]        |
| 10 липня 1999     | Mihai Cioroianu                              | Румунія            | Каменепад                                     | [ 1 ]        |
| 14 серпня 1996    | Ігор Бєнкін                                  | Росія              | Невідомо (зник). Можливо виснаження, гіпоксія | [ 1 ]        |
| 29 липня 1996     | Lorenzo Mazzoleni                            | Італія             | Падіння                                       | [ 1 ]        |
| 15 серпня 1995    | Jeff Lakes                                   | Канада             | Виснаження                                    | [ 1 ]        |
| 13 серпня 1995    | Bruce Grant                                  | Нова Зеландія      | Загинув під час шторму                        | [ 1 ]        |
| 13 серпня 1995    | Rob Slater                                   | США                | Загинув під час шторму                        | [ 1 ]        |
| 13 серпня 1995    | Alison Hargreaves                            | Велика Британія    | Загинув під час шторму                        | [ 1 ]        |
| 13 серпня 1995    | Javier Escartin                              | Іспанія            | Загинув під час шторму                        | [ 1 ]        |
| 13 серпня 1995    | Javier Olivar                                | Іспанія            | Загинув під час шторму                        | [ 1 ]        |
| 13 серпня 1995    | Lorenzo Ortiz                                | Іспанія            | Загинув під час шторму                        | [ 1 ]        |
| 6 липня 1995      | Jordi Anglès                                 | Іспанія            | Падіння                                       | [ 1 ]        |
| 11 серпня 1994    | Juan Antonio «Atxo» Apellániz                | Іспанія            | Виснаження                                    | [ 1 ]        |
| 24 липня 1994     | Steve Untch                                  | США                | Падіння, обрив мотузки                        | [ 1 ]        |
| 10 липня 1994     | Дмитро Ібрагім-Заде                          | Україна            | Загинув під час шторму                        | [ 9 ]        |
| 10 липня 1994     | Олександр Пархоменко                         | Україна            | Загинув під час шторму                        | [ 9 ]        |
| 10 липня 1994     | Олексій Харальдин                            | Україна            | Загинув під час шторму                        | [ 9 ]        |
| 31 липня 1993     | Daniel Bidner                                | Швеція             | Висотна хвороба, падіння                      | [ 1 ] [ 10 ] |
| 30 липня 1993     | Reinmar Joswig                               | Німеччина          | Згинув безвісти                               | [ 1 ]        |
| 30 липня 1993     | Peter Mezger                                 | Німеччина          | Згинув безвісти                               | [ 1 ]        |
| 7 липня 1993      | Dan Culver                                   | Канада             | Падіння                                       | [ 1 ] [ 11 ] |
| 17 червня 1993    | Boštjan Kekec                                | Словенія           | Висотна хвороба                               | [ 1 ] [ 12 ] |
| 14 серпня 1992    | Adrián Benítez                               | Мексика            | Падіння                                       | [ 1 ]        |
| 28 липня 1989     | Hans Bärnthaler                              | Австрія            | Лавина (схід. сторона), поблизу вершини       | [ 1 ]        |
| 24 серпня 1987    | Akira Suzuki                                 | Японія             | Падіння                                       | [ 1 ]        |
| 10 серпня 1986    | Dobrosława «Mrówka» Miodowicz-Wolf           | Польща             | Падіння                                       | [ 1 ]        |
| 10 серпня 1986    | Alfred Imitzer                               | Австрія            | Висотна хвороба                               | [ 1 ]        |
| 10 серпня 1986    | Hannes Wieser                                | Австрія            | Висотна хвороба                               | [ 1 ]        |
| 10 серпня 1986    | Alan Rouse                                   | Велика Британія    | Висотна хвороба                               | [ 1 ]        |
| 7 серпня 1986     | Julie Tullis                                 | Велика Британія    | Висотна хвороба                               | [ 1 ]        |
| 4 серпня 1986     | Muhammed Ali                                 | Пакистан           | Каменепад                                     | [ 1 ] [ 13 ] |
| 3 серпня 1986     | Wojciech Wróż                                | Польща             | Падіння                                       | [ 1 ]        |
| 16 липня 1986     | Renato Casarotto                             | Італія             | Упав у розщелину                              | [ 1 ]        |
| 10 липня 1986     | Tadeusz Piotrowski                           | Польща             | Падіння                                       | [ 1 ]        |
| 24 червня 1986    | Maurice Barrard                              | Франція            | Згинув безвісти                               | [ 1 ]        |
| 24 червня 1986    | Liliane Barrard                              | Франція            | Згинула безвісти                              | [ 1 ]        |
| 21 червня 1986    | John Smolich                                 | США                | Лавина                                        | [ 1 ]        |
| 21 червня 1986    | Alan Pennington                              | США                | Лавина                                        | [ 1 ]        |
| 7 липня 1985      | Daniel Lacroix                               | Франція            | Невідомо (зник)                               | [ 1 ] [ 14 ] |
| 15 серпня 1982    | Yukihiro Yanagisawa                          | Японія             | Падіння                                       | [ 1 ] [ 14 ] |
| 30 липня 1982     | Halina Krüger-Syrokomska                     | Польща             | Напад                                         | [ 1 ]        |
| 19 серпня 1979    | Laskhar Khan                                 | Пакистан           | Напад                                         | [ 1 ]        |
| 9 червня 1979     | Ali, Son of Kazim                            | Пакистан           | Упав в розщелину                              | [ 1 ]        |
| 12 червня 1978    | Nick Estcourt                                | Велика Британія    | Лавина                                        | [ 1 ] [ 15 ] |
| 21 червня 1954    | Mario Puchoz                                 | Італія             | Пневмонія                                     | [ 1 ]        |
| 10 серпня 1953    | Art Gilkey                                   | США                | Лавина                                        | [ 1 ]        |
| 31 липня 1939     | Pasang Kikuli                                | Непал              | Зник                                          | [ 1 ]        |
| 31 липня 1939     | Pasang Kitar                                 | Непал              | Зник                                          | [ 1 ]        |
| 31 липня 1939     | Pintso                                       | Непал              | Зник                                          | [ 1 ]        |
| 30 липня 1939     | Dudley Wolfe                                 | США                | Висотна хвороба і надмірне обезвожування      | [ 1 ]        |

## Виноски
1. 1 2 3 4 5 6 7 8 9 10 11 12 13 14 15 16 17 18 19 20 21 22 23 24 25 26 27 28 29 30 31 32 33 34 35 36 37 38 39 40 41 42 43 44 45 46 47 48 49 50 51 52 53 54 55 56 57 58 59 60 61 62 63 64 65 66 67 68 69 70 71 72 73 74 75 76 77 78  Fatalities K2. 8000ers.com. Процитовано 10 червня 2011.
2. 1 2  Adnan, Raheel (29 липня 2013). Altitude: Marty and Denali Schmidt Reported Missing on K2. Altitudepakistan.blogspot.com. Процитовано 25 жовтня 2013.
3. 1 2  Kerry Mcbride (29 липня 2013). Kiwi Father and Son Feared Dead After Avalanche. Stuff.co.nz. Процитовано 25 жовтня 2013.
4. ↑  Gwen Cameron (6 February 2012) Vitaly Gorelik Dies On K2. alpinist.com
5. ↑  Österreicherin bricht nach Tod ihres Gefährten Besteigung von K2 ab [Архівовано 20 серпня 2010 у Wayback Machine.]. Stern.de
6. ↑  K2: Bulgarian climber lost in C2. Everest K2 News. 19 July 2010
7. ↑  Piestrup, Zeke (24 червня 2009). Fredrik Ericsson's Partner Michele Fait Plummets to Death on K2 | News. The Ski Channel. Архів оригіналу за 1 жовтня 2011. Процитовано 9 липня 2012. [Архівовано 2011-10-01 у Wayback Machine.]
8. ↑  Billy Pierson (2008) K2 2008: List of climbers who passed away released. everestnews.com
9. 1 2 3  K2. Terzyul.info. 23 липня 1994. Процитовано 9 липня 2012.
10. ↑  Sträng mot tuffaste toppen [Архівовано 19 серпня 2010 у Wayback Machine.]. Utemagasinet.se. 14 May 2008
11. ↑  Banks, Kerry (July/August 1994) Death Zone. Vancouver Magazine.
12. ↑  Gora mrtvih na Himalaji [Архівовано 2016-04-01 у Wayback Machine.]. Gore-ljudje.net
13. ↑  Best of ExplorersWeb 2004 Award: Magic Line. k2climb.net. 31 December 2004
14. 1 2  K2 Summits. everestnews.com. July 2001
15. ↑  Chris Bonington, Mountaineer, | Diadem Books, 1989, ISBN 978-0-906371-97-8